# 自然言語
自然言語（しぜんげんご、英: natural language）とは、言語学や論理学、計算機科学の専門用語で、「英語」・「中国語」・「日本語」といった「○○語」の総称。つまり普通の「言語」のこと。人間が意思疎通のために日常的に用いる言語であり、文化的背景を持っておのずから発展してきた言語。
対義語は「人工言語」「形式言語」、すなわちプログラミング言語や論理式など。

## 概要
人間がお互いにコミュニケーションを行うための自然発生的な言語である。形式言語との対比では、その構文や意味が明確に揺るぎなく定められ利用者に厳格な規則の遵守を強いる（ことが多い）形式言語に対し、話者集団の社会的文脈に沿った曖昧な規則が存在していると考えられるものが自然言語である。自然言語には、規則が曖昧であるがゆえに、話者による規則の解釈の自由度が残されており、話者が直面した状況に応じて規則の解釈を変化させることで、状況を共有する他の話者とのコミュニケーションを継続する事が可能となっている。
人間のコミュニケーションを目的として設計された形式言語、といったようなものも存在するが（ログランなど）あまり多くない。人工言語という分類は多義的であり、形式言語のことを指している場合もあれば、エスペラントなど「人為発生的な自然言語」といったほうが良い場合もある。
また、文法,単語の用法に曖昧さを含み、使用する単語,単語の順序を入れ替える等が可能であり、感情で文章を制御しやすいため、多様な情景表現が可能となっている。しかし、文法、単語の用法が曖昧であるため、「言語仕様」のように明確に固定することは難しい。各自然言語自体も他言語との統合が起きる事により変化し続けており、自然言語の文法その他あらゆる面が言語学によって研究が続けられている。また、統計的手法を利用する計量言語学や、情報処理の対象として自然言語を扱う自然言語処理は、コンピュータの能力の向上にあわせ、またコンピュータのより便利な利用のために（例えばワードプロセッサや、音声入力による情報探索など）、さかんに研究され実地にも応用されるようになった。